# Acrogonyleptes exochus
Acrogonyleptes exochus is een hooiwagen uit de familie Gonyleptidae. De wetenschappelijke naam van Acrogonyleptes exochus gaat  terug op Mello-Leitão.